# Gustaf Dyrssen
Gustaf Dyrssen (n. 24 noiembrie 1891, Stockholm, Suedia-Norvegia – d. 13 mai 1981, Kungsängen, Comitatul Stockholm, Suedia) a fost un scrimer ce a reprezentat Suedia, medaliat olimpic. A participat la 4 ediții ale Jocurilor Olimpice (1920, 1924, 1928, 1936) în care a câștigat o medalie de aur și două medalii de argint.